# Jenipapo de Minas
Jenipapo de Minas is een gemeente in de Braziliaanse deelstaat Minas Gerais. De gemeente telt 7.242 inwoners (schatting 2009).

## Aangrenzende gemeenten
De gemeente grenst aan Araçuaí, Chapada do Norte, Francisco Badaró en Novo Cruzeiro.